# Pedana
Pedana là một thành phố và khu đô thị của huyện Krishna thuộc bang Andhra Pradesh, Ấn Độ.

## Địa lý
Pedana có vị trí 16°16′B 81°10′Đ / 16,27°B 81,17°Đ Nó có độ cao trung bình là 1 mét (3 feet).

## Nhân khẩu
Theo điều tra dân số năm 2001 của Ấn Độ, Pedana có dân số 29.535 người. Phái nam chiếm 50% tổng số dân và phái nữ chiếm 50%. Pedana có tỷ lệ 60% biết đọc biết viết, cao hơn tỷ lệ trung bình toàn quốc là 59,5%: tỷ lệ cho phái nam là 66%, và tỷ lệ cho phái nữ là 54%. Tại Pedana, 12% dân số nhỏ hơn 6 tuổi.